# 大松川 (徳島県)
大松川（おおまつがわ）は、徳島県徳島市と小松島市を流れる吉野川水系の河川である。

## 地理
徳島市南部を流れる勝浦川のもと分流。勝浦川の分水点から多々羅川のユトウノ樋門までの本来の流路の延長は約3.5km。
勝浦川は平野部の徳島市勝占町の敷地と小松島市江田町の間で分かれ、西側の分流を大松川と呼ぶ。かつては北流し、ユトウノ樋門で多々羅川に合流し、本流との間に大松の輪中地域をつくっていた。
上流部は涸川になることもしばしばで、その結果分水点も千代ケ丸下流の本流堤防改修後、昭和30年にせき止められた。その後、埋め立てが進み、現在は中学校・国道55号・工場などの敷地に炉用されている。現在の大松川はかつての多々羅川の下流の一部となっている。
橋梁は国道55号に架かる大松川橋、新大松川橋などがある。

## 流域の施設
- 徳島市立大松小学校
- 地蔵橋駅
- 徳島県立工業技術センター